# 布魯克斯·柯里
布魯克斯·柯里（英語：Brooks Curry，2001年1月20日—）是一名出生於美國喬治亞州的游泳運動員，曾經獲得2021年NCAA一級男子游泳錦標賽200碼自由泳第六名。

## 外部連結
- 布魯克斯·柯里的Instagram帳戶